# Coryphosima maliensis
Coryphosima maliensis är en insektsart som beskrevs av Marius Descamps 1965. Coryphosima maliensis ingår i släktet Coryphosima och familjen gräshoppor. Inga underarter finns listade i Catalogue of Life.